# Christian Ludwig II. (Mecklenburg)

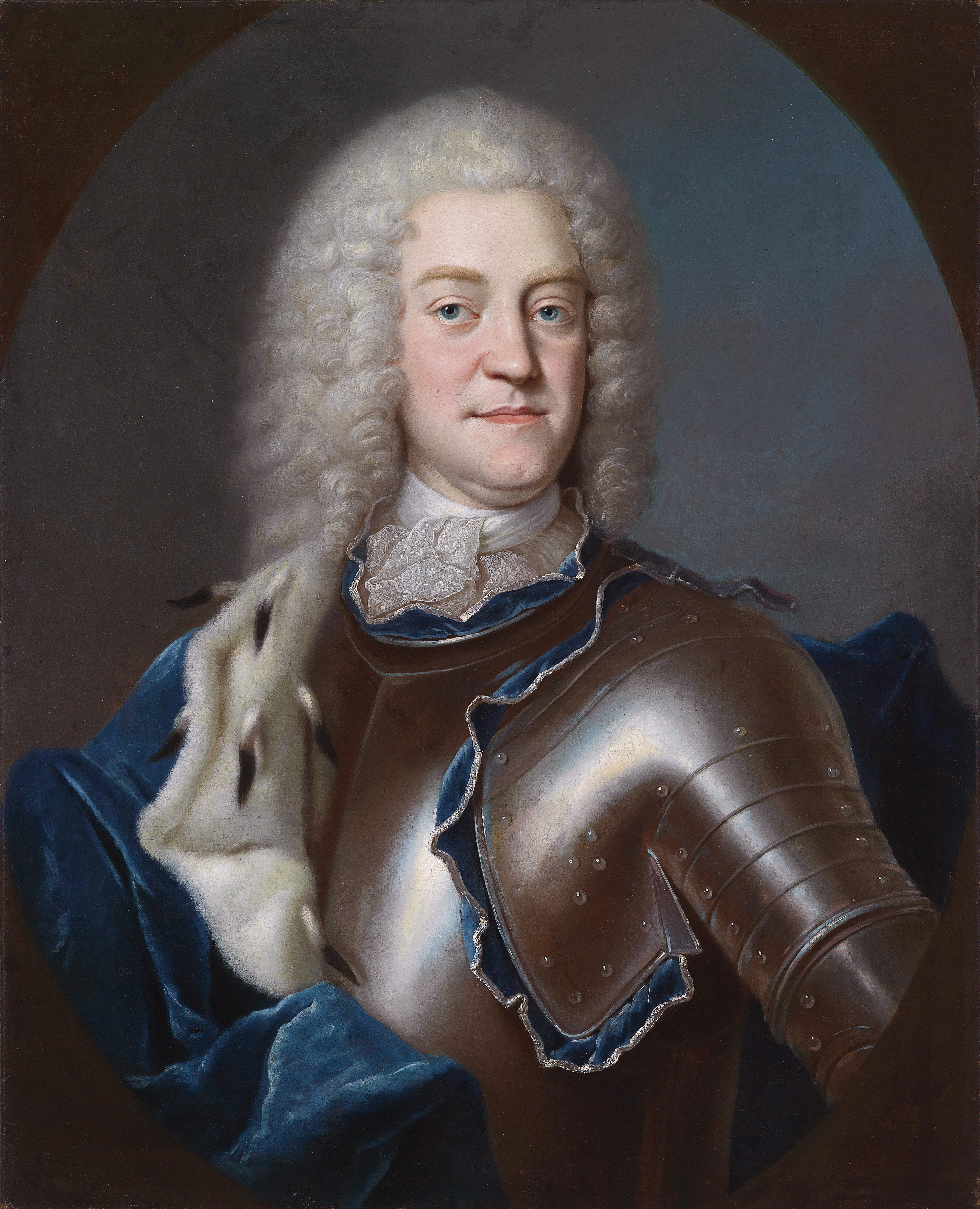
Christian Ludwig II (Georg Weissmann, 1731)

 Christian II. Ludwig, Herzog zu Mecklenburg [-Schwerin] (* 15. November 1683 in Grabow; † 30. Mai 1756 in Schwerin) war (regierender) Herzog zu Mecklenburg im Landesteil Mecklenburg-Schwerin.

## Leben

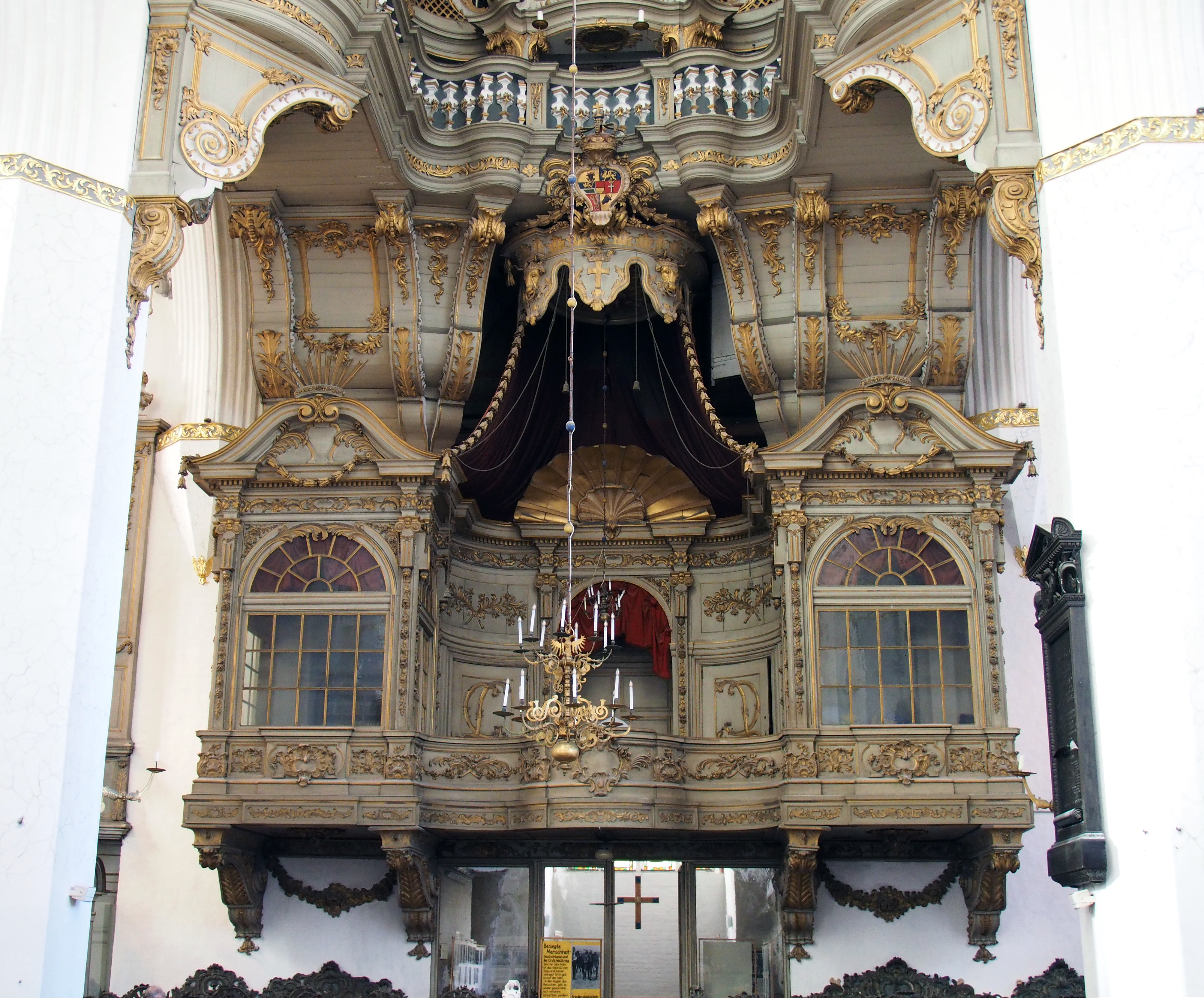
1750 unter Christian Ludwig erbaute Fürstenempore in der Marienkirche Rostock

Christian Ludwig wurde als dritter Sohn des Herzogs Friedrich zu Mecklenburg (1638–1688) und der Christine Wilhelmine von Hessen-Homburg (1653–1722) geboren und war ein Neffe des kinderlosen Herzogs Christian Ludwig I. zu Mecklenburg(-Schwerin) (1623–1692). Christian Ludwigs älterer Bruder Friedrich Wilhelm (1675–1713) folgte seinem Onkel am 21. Juni 1692 als Herzog. Dieser starb 1713 und Christian Ludwigs zweiter Bruder Karl Leopold übernahm die Herrschaft.
Christian Ludwig II. war ein bedeutender Förderer des geistlichen und kulturellen Lebens.

## Herrschaft seines Bruders Karl Leopold und Reichsexekution
Sein Bruder Karl Leopold, welcher Friedrich Wilhelm folgte, suchte landesherrliche, absolutistische Souveränität mit großer Härte gegen die Ritterschaft sowie gegen das mit ihr verbündete Rostock durchzusetzen. So forderte er die Stände auf, ihm zum Aufbau eines stehenden Heeres zusätzliche Steuern zu bewilligen, zwang dann den Rostocker Rat zum Verzicht auf seine Privilegien und trieb seine Steuerforderungen gegenüber der Ritterschaft rücksichtslos ein. Mecklenburg-Schwerin war während des Nordischen Krieges Aufmarschgebiet und Kriegsschauplatz, und mit Hilfe eines stehenden Heeres beabsichtigte Karl Leopold den Aufenthalt fremder Truppen in Mecklenburg-Schwerin zu beenden. Dadurch entstand ein scharfer Gegensatz zwischen Karl Leopold und den Ständen. Nach Klagen der mecklenburgischen vereinten Landstände vor dem Oberhaupt des Reiches gegen Karl Leopolds Rechtsbrüche und autokratischen Bestrebungen verhängte Kaiser Karl VI. 1717 die Reichsexekution gegen Karl Leopold und beauftragte damit Kurfürst Georg Ludwig von Hannover. Mit der Reichsexekution konnte Andreas Gottlieb von Bernstorff die Interessen der mecklenburgischen Ritterschaft mit dem Einfluss einer auswärtigen Macht verbinden.

## Machtübernahme
Der Vollzug der Reichsexekution erfolgte im Frühjahr 1719. Karl Leopold verließ bald danach das Land. Die Regierung in Mecklenburg-Schwerin übernahmen als Exekutoren der Kurfürst von Hannover und der König von Preußen. Nach dem Tod Georgs I. (1727) wurde die Reichsexekution aufgehoben.
Christian II. Ludwig wurde schließlich 1728 vom Reichshofrat in Wien als regierender Herzog eingesetzt.
Christian II. Ludwig hatte weiterhin mit den Folgen zu kämpfen. Acht Ämter waren an den Kurfürsten von Hannover und von vier Ämtern an den preußischen König verpfändet. Die politische und administrative Zersplitterung des Landes wurde dadurch verschärft, die Macht des Herzogs erheblich eingeschränkt. Die Verpfändung der vier Ämter an Preußen endete erst 1787.
Karl Leopold versuchte im Jahr 1733 die Herrschaft in Mecklenburg-Schwerin zurückzugewinnen, scheiterte aber. Im Jahr 1748 beschloss Christian Ludwig II. zusammen mit Adolf Friedrich III. die Auflösung des mecklenburgischen Gesamtstaates. Dies scheiterte jedoch am erbitterten Widerstand der Ritterschaft. Christian II. Ludwig schloss dann 1755 mit den Ständen den Landesgrundgesetzlichen Erbvergleich ab. Dieser Erbvergleich führte zur Festigung der Macht der mecklenburgischen Ritterschaft und konservierte die Rückständigkeit des Landes bis zum Ende der Monarchie in Mecklenburg-Schwerin (1918).
Christian Ludwig II. ließ durch Johann Friedrich Künnecke ein Jagdschloss in Klenow errichten, den Vorgängerbau des späteren Schlosses Ludwigslust. Er wurde mit seiner Frau in der Schweriner Nikolaikirche beerdigt.

## Nachkommen

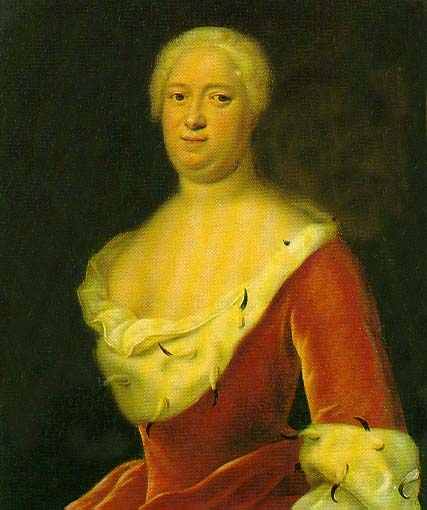
Prinzessin Gustave Karoline

Am 13. November 1714 heiratete Herzog Christian Ludwig in Schwerin die Prinzessin Gustave Karoline (1694–1748), eine Tochter des Herzogs Adolf Friedrich II. zu Mecklenburg-Strelitz. Aus der Ehe gingen fünf Kinder hervor:
- Friedrich (der Fromme) (1717–1785), Herzog zu Mecklenburg [-Schwerin]
- Ulrike Sophie (1723–1813), 1728 bis 1756 Äbtissin des Klosters Rühn
- Ludwig, Erbprinz zu Mecklenburg (1725–1778)
- Louise (*/† 1730)
- Amalie (* 8. März 1732 in Grabow; † 24. September 1775), Stiftsdame zu Herford

## Auszeichnungen

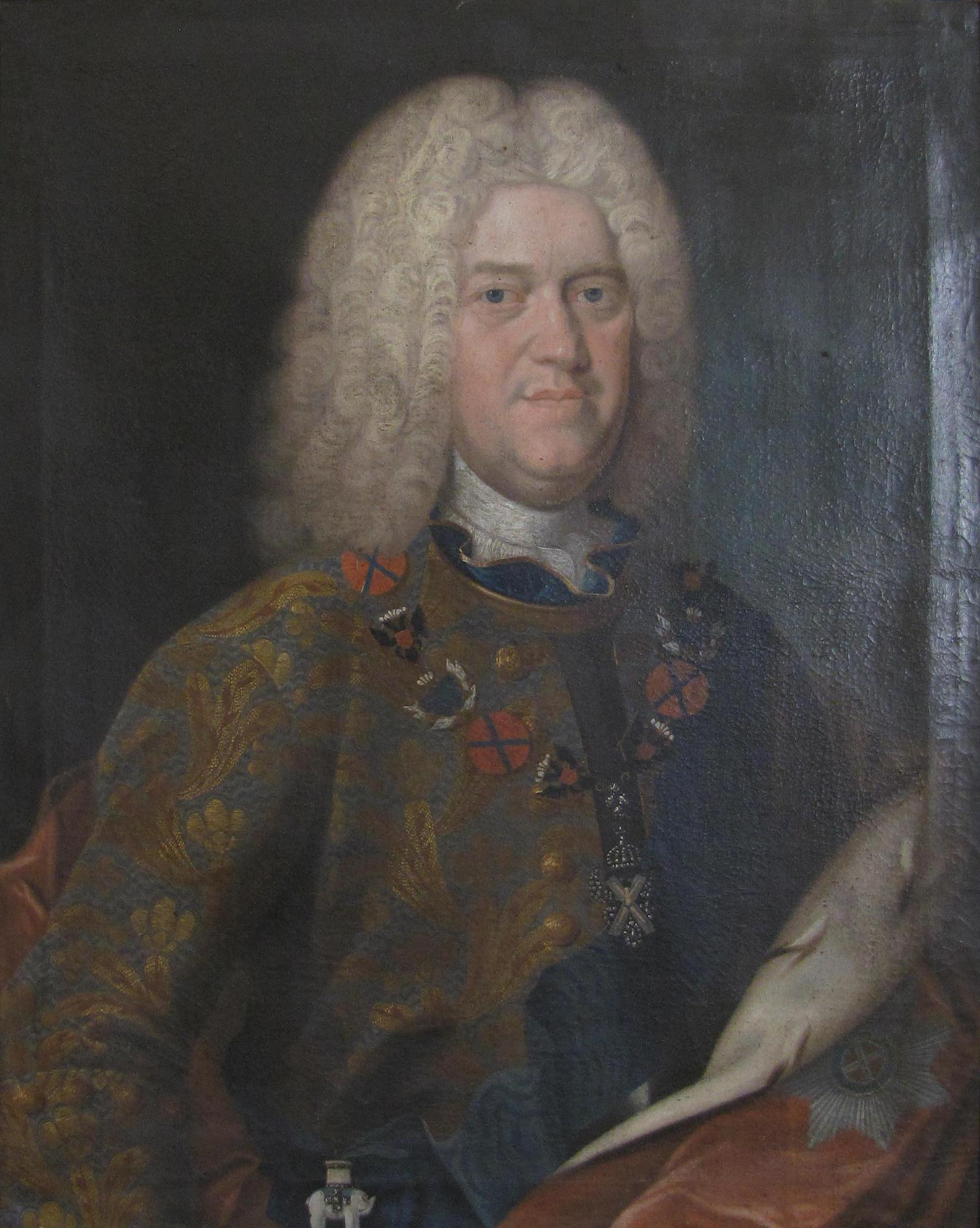
Christian Ludwig II. mit der Kette des Andreasordens und Ordensband und -kleinod des Elephantenordens

Am 30. April 1737 wurde Christian Ludwig in Schloss Frederiksborg von König Christian VI. in den dänischen Elephantenorden aufgenommen.
1749 sandte er die Ordensinsignien des Ordens des Heiligen Andreas des Erstberufenen seines 1747 verstorbenen Bruders Karl Leopold zurück nach Russland, woraufhin er selbst am 11. Dezember 1749  in den Orden aufgenommen wurde. Sein Plan zur Stiftung eines eigenen Ordens kam nicht zur Ausführung.